# Bệnh lý ngôn ngữ nói
Bệnh lý ngôn ngữ nói là một lĩnh vực chuyên môn được bác sĩ lâm sàng được gọi là nhà nghiên cứu bệnh học về ngôn ngữ lời nói (speech-language pathologist - SLP)  hoặc một nhà trị liệu ngôn ngữ phụ trách. SLP được coi là "nghề y tế liên quan" hay "nghề y tế đồng minh" cùng với thính học, phân tích hành vi, đo thị lực, trị liệu nghề nghiệp, tâm lý học lâm sàng, vật lý trị liệu và các ngành khác.
SLPs chuyên đánh giá, chẩn đoán và điều trị rối loạn giao tiếp (rối loạn ngôn ngữ nói và rối loạn ngôn ngữ), rối loạn nhận thức - giao tiếp, rối loạn giọng nói và rối loạn nuốt. SLP cũng đóng một vai trò quan trọng trong chẩn đoán và điều trị rối loạn phổ tự kỷ (thường trong một nhóm bác sĩ với bác sĩ nhi khoa và tâm lý học).
Một quan niệm sai lầm phổ biến là bệnh lý ngôn ngữ lời nói bị hạn chế điều trị rối loạn phát âm (ví dụ như giúp các cá nhân phát âm "r" khó khăn) và/hoặc điều trị cho những người nói lắp. Trong thực tế, bệnh lý ngôn ngữ lời nói liên quan đến một phạm vi rộng của các vấn đề về ngôn ngữ, ngôn ngữ, nuốt và giọng nói liên quan đến giao tiếp, một số trong đó bao gồm:
- Tìm từ và các vấn đề ngữ nghĩa khác, do hậu quả của sự suy giảm ngôn ngữ cụ thể (SLI) như chậm trễ ngôn ngữ hoặc là một đặc điểm phụ của một vấn đề chung hơn như chứng mất trí nhớ.
- Khó khăn trong giao tiếp xã hội liên quan đến cách mọi người giao tiếp hoặc tương tác với người khác (thực dụng).
- Khiếm khuyết ngôn ngữ, bao gồm những khó khăn trong việc tạo ra các câu có ngữ pháp (cú pháp) và sửa đổi nghĩa của từ (hình thái).
- Khiếm khuyết về đọc viết (đọc và viết) liên quan đến mối quan hệ giữa các chữ cái (âm vị), mối quan hệ giữa các từ với nghĩa (ngữ nghĩa) và hiểu các ý tưởng được trình bày trong một văn bản (đọc hiểu).
- Khó khăn về giọng nói, chẳng hạn như giọng nói khàn khàn, giọng nói quá nhỏ hoặc những khó khăn về giọng nói khác ảnh hưởng tiêu cực đến hoạt động xã hội hoặc chuyên môn của một người.
- Suy giảm nhận thức (ví dụ, sự chú ý, bộ nhớ, chức năng điều hành) đến mức chúng cản trở giao tiếp.

Rối loạn ngôn ngữ và ngôn ngữ nhi khoa bao gồm: rối loạn ngôn ngữ tiếp nhận và biểu cảm, rối loạn âm thanh giọng nói, chứng khó nói ở trẻ em (CAS), nói lắp và khuyết tật học ngôn ngữ. Nhà nghiên cứu bệnh học về lời nói không chỉ làm việc với thanh thiếu niên bị trở ngại về ngôn ngữ nói và ngôn ngữ, mà cả những người già.
Rối loạn nuốt bao gồm những khó khăn trong bất kỳ hệ thống nào của quá trình nuốt (ví dụ uống, hầu họng, thực quản), cũng như chứng khó nuốt chức năng và rối loạn ăn uống. Rối loạn nuốt có thể xảy ra ở mọi lứa tuổi và có thể xuất phát từ nhiều nguyên nhân.